# Mistrovství světa v zápasu ve volném stylu 2014
Mistrovství světa v zápasu ve volném stylu 2014 se uskutečnilo v uzbeckém Taškentu od 8. do 14. září 2014.

## Výsledky

### Volný styl muži
| Kategorie | Zlato                | Stříbro                | Bronz                        | Bronz                       |
| --------- | -------------------- | ---------------------- | ---------------------------- | --------------------------- |
| 57 kg     | Jang Kjong-il        | Vladimer Chinčegašvili | Hasan Rahímí                 | Uladzislau Andreyeu         |
| 61 kg     | Hadži Alijev         | Masoud Esmaeilpour     | Enkhsaikhany Nyam-Ochir      | Yowlys Bonne                |
| 65 kg     | Soslan Ramonov       | Ahmad Mohammadi        | Gandzorigín Mandachnaran     | Mihai Sava                  |
| 70 kg     | Chetag Cabolov       | Yakup Gör              | Bekzod Abdurahmonov          | Ali Šabanov                 |
| 74 kg     | Děnis Carguš         | Sósuke Takatani        | Jordan Burroughs             | Liván López                 |
| 86 kg     | Abdulrašid Sadulajev | Reineris Salas         | Selim Yaşar                  | Mohammadhosejn Mohammadaján |
| 97 kg     | Abdusalam Gadisov    | Chetag Gozjumov        | Şamil Erdoğan Javier Cortina | Valerij Andrijcev           |
| 125 kg    | Taha Akgül           | Komejl Gásemí          | Chadžimurat Gacalov          | Tervel Dlagnev              |

### Volný styl ženy
| Kategorie | Zlato                   | Stříbro            | Bronz             | Bronz                 |
| --------- | ----------------------- | ------------------ | ----------------- | --------------------- |
| 48 kg     | Eri Tosaka              | Iwona Matkowska    | Marija Stadnyková | Kim Hyon-gyong        |
| 53 kg     | Saori Jošidaová         | Sofia Mattssonová  | Jillian Gallays   | Jong Myong-suk        |
| 55 kg     | Chiho Hamada            | Irina Ologonova    | Helen Maroulis    | Iryna Khariv          |
| 58 kg     | Kaori Ičová             | Valerija Koblovová | Anastasiya Huchok | Elif Jale Yeşilırmak  |
| 60 kg     | Sükheegiin Tserenchimed | Julija Ratkevičová | Natalja Golcová   | Taybe Yusein          |
| 63 kg     | Julija Tkačová          | Elena Pirozhkova   | Valerija Lazinská | Anastasija Grigorjeva |
| 69 kg     | Aline Focken            | Sara Dosho         | Laura Skujiņa     | Natalja Vorobjovová   |
| 75 kg     | Adeline Gray            | Aline Ferreira     | Ochirbatyn Burmaa | Zhou Qian             |

## Týmové hodnocení
| Pořadí | Muži volný styl | Muži volný styl | Ženy volný styl | Ženy volný styl |
| Pořadí | Tým             | Body            | Tým             | Body            |
| ------ | --------------- | --------------- | --------------- | --------------- |
| 1      | Rusko           | 62              | Japonsko        | 55              |
| 2      | Írán            | 45              | Rusko           | 48              |
| 3      | Ázerbájdžán     | 36              | USA             | 41              |
| 4      | Turecko         | 33              | Ukrajina        | 29              |
| 5      | Kuba            | 33              | Švédsko         | 27              |
| 6      | Mongolsko       | 29              | Mongolsko       | 24              |
| 7      | Bělorusko       | 28              | Polsko          | 22              |
| 8      | Gruzie          | 23              | Ázerbájdžán     | 18              |
| 9      | Ukrajina        | 20              | Lotyšsko        | 16              |
| 10     | USA             | 20              | Severní Korea   | 16              |